# Robert Bellarmin
Sfântul Robert Bellarmin (n. 4 octombrie 1542, Montepulciano, Toscana, Italia – d. 17 septembrie 1621, Roma, Statele Papale) a fost un membru al ordinului iezuit, cardinal, doctor al Bisericii. Robert Bellarmine este autorul lucrării teologice esențiale Disputationes de Controversiis Christianae Fidei adversus hujus temporis Haereticos, (3v. 1586, 1591, 1593). 
A fost canonizat în anul 1930, iar în 1931 a fost trecut în rândul doctorilor Bisericii.

## Legături externe
- es  Scrieri
- en  Enciclopedia catolică (newadvent.org)
- it  Sfinți și fericiți (santiebeati.it)
- it  Viețile sfinților (enrosadira.it)
- es  Enciclopedia catolică, versiunea spaniolă (enciclopediacatolica.com)
- es  Viețile sfinților (corazones.org)